# افسر پلیس
افسر پلیس یا مأمور پلیس (انگلیسی: Police officer) همچنین شناخته‌شده با افسر نیروی انتظامی و مأمور نیروی انتظامی، کارمند تأیید شده نیروی پلیس است. در بیشتر کشورها اصطلاح «افسر» به‌طور کلی برای اشاره به ارتش و نیروی انتظامی به کار می‌رود و اشاره به درجه خاصی ندارد و در بعضی از کشورها کلمه افسر تنها برای اشاره به نیروهای نظامی به کار می‌رود. مدراک تحصیلی استخدام مأموران پلیس بسته به نیاز متفاوت است و ممکن است شامل دیپلم، مدارک تحصیلی علوم انتظامی و سایر مدارک تحصیلی غیر مرتبط باشد.

## سیر تاریخی

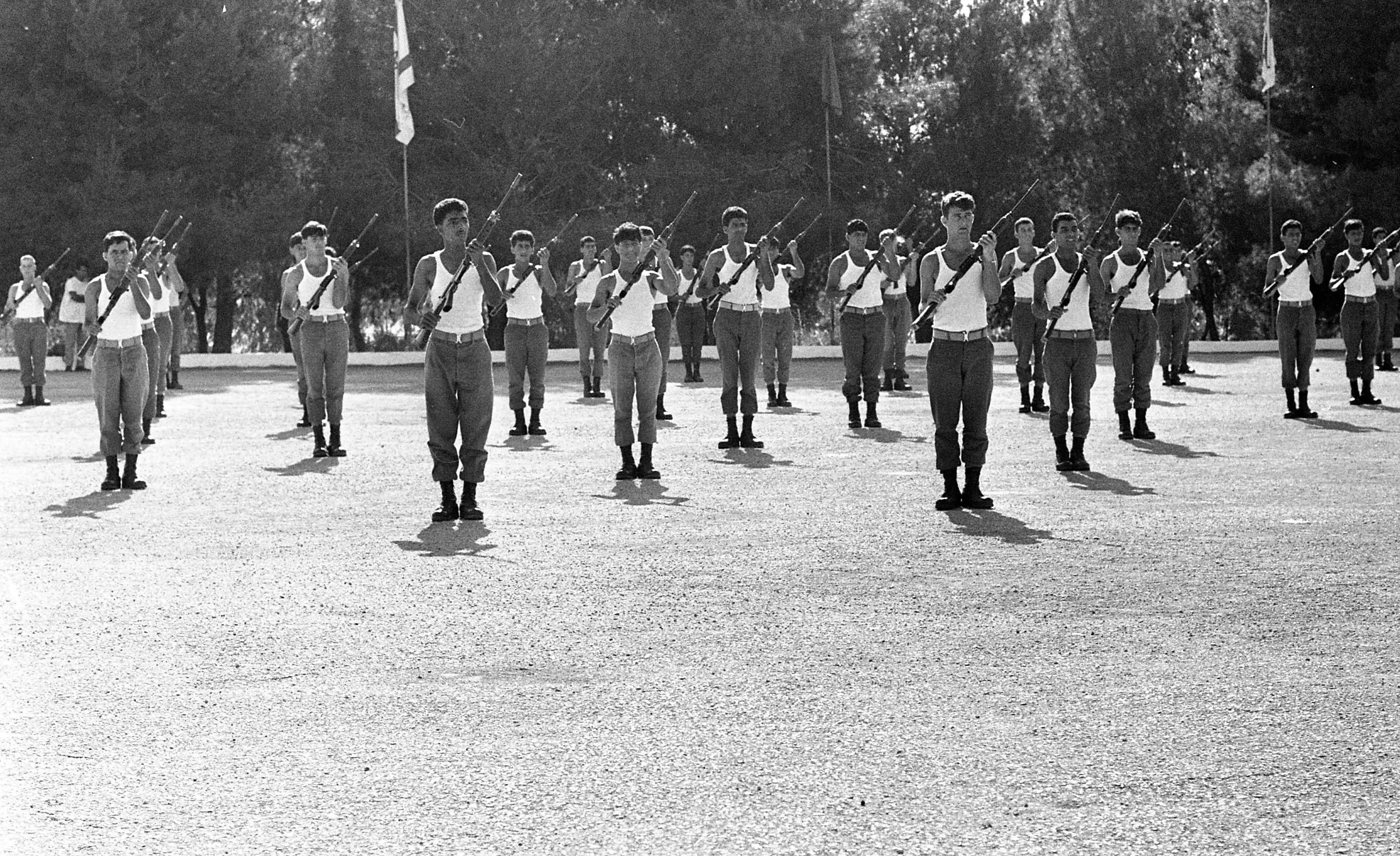
اتمام آموزش افسران پلیس جدید در شفرام، اسرائیل 1969

مقام پلیس در کشورهای جهان مختلف، برخوردهای متفاوتی داشته است.

### در ایران
در ایران کشته شدن پلیس در حین عملیات شهادت محسوب می‌شود. همچنین از نظر اختیارات قانونی مبارزه با اشرار و مجرمان، پلیس ایران از محدودترین‌ها محسوب می‌شود.

### ایالات متحده
از دهه 1970 بدین سو، است تعداد افسران زن افزایش تدریجی داشته است. در اواسط دهه 1990، زنان حدود 13 درصد از افسران بخشهای بزرگ شهر را تشکیل دادند. فرضیات زیادی در رابطه با نگرش و رفتار نسبت به افسران زن و افسران مرد مطرح شده است. دیدگاهی مانند اینکه زنان کمتر از افسران مرد پرخاشگر هستند و بهتر می می توانند وضعیت های دشوار را با گفتمان حل کنند.
در ۲۵ مه ۲۰۲۰ پس از اینکه درک شووین با زانویش به مدت ۹ دقیقه بر روی گردن جورج فلوید جان وی را گرفت،  اعتراضات گسترده‌ای در محکومیت این اتفاق و در اعتراض به برخوردهای خشن پلیس آمریکا به‌خصوص در برخورد با سیاه‌پوستان انجام گرفت.